# Eupteryx fastuosa
Eupteryx fastuosa är en insektsart som beskrevs av Logvinenko 1978. Eupteryx fastuosa ingår i släktet Eupteryx och familjen dvärgstritar.
Artens utbredningsområde är Azerbajdzjan. Inga underarter finns listade i Catalogue of Life.